# تشيستر بيرلي واتس
تشيستر بيرلي واتس (بالإنجليزية: Chester Burleigh Watts)‏ هو عالم فلك أمريكي، ولد في 27 أكتوبر 1889، وتوفي في 17 يوليو 1971.